# Estación Los Incas (Metropolitano)
La estación Los Incas es una estación del Metropolitano en la ciudad de Lima. Está ubicada en la intersección de la avenida Los Incas con la avenida Universitaria en el distrito de Comas. Fue inaugurada el 15 de diciembre de 2023. El 16 de diciembre de 2023, entró en funcionamiento la estación.

## Servicios
La estación es atendida por los siguientes servicios:

### Troncales
| Servicio troncal | Indicador  | Lunes a viernes                 | Lunes a viernes               | Sábado        | Sábado        | Domingo       |
| Servicio troncal | Indicador  | Norte a Sur                     | Sur a Norte                   | Norte a Sur   | Sur a Norte   | Domingo       |
| ---------------- | ---------- | ------------------------------- | ----------------------------- | ------------- | ------------- | ------------- |
| Regular          | Regular B  | 10:00 - 23:00                   | 10:00 - 23:00                 | 05:00 - 23:00 | 05:00 - 23:00 | 05:00 - 22:00 |
| Expreso          | Expreso 11 | 05:00 -10:00 (estación inicial) | 05:45 -10:45 (estación final) | Sin Servicio  | Sin Servicio  | Sin Servicio  |
| Expreso          | Expreso 13 | Sin Servicio                    | 05:50 - 10:00                 | Sin Servicio  | Sin Servicio  | Sin Servicio  |

### Alimentadores
- AN-04 Collique